# Stay Down
«Stay Down» — сингл американських реперів Lil Durk, 6lack та Young Thug із шостого студійного альбому першого, The Voice, виданий 30 жовтня 2020 р.

## Опис
«Stay Down» — меланхолійний і мелодійний трек, в якому виконавці читають реп про сумнівні мотиви своїх партнерок, даючи останнім зрозуміти, що вони очікують на відданість у відповідь на свій витрачений час та енергію. Пісня «ставить на перше місце секс і багато грошей». Дерк згадує анімаційний телесеріал «The Proud Family» («I gave you every Penny like Oscar») і читає неанглійською куплети про те, що в його житті вітаються жінки з усіх культур. Приспів виконує 6lack, який, як зазначає Рен Ґрейвс із Consequence of Sound, «робить чіпкий приспів, що починається з павзи й підсилюється подвійними та потрійними римами», тоді як Young Thug завершує пісню «пружним, скоромовним флоу, який міг би майже слугувати другим гуком».

## Відеокліп
Сингл видали разом із кліпом. Режисери: Коллін Флетчер, Нік Вернет. У відео Дерк їде на судні на повітряній подушці. Усі троє реперів пізніше перебувають усередині й біля важких вантажівок, де виконують свої куплети.

## Чартові позиції
| Чарт (2020–2021)                               | Найвища позиція |
| ---------------------------------------------- | --------------- |
| Billboard Global 200                           | 154             |
| Канада (Canadian Hot 100)                      | 94              |
| Нова Зеландія (New Zealand Hot Singles) (RMNZ) | 28              |
| США (Billboard Hot 100)                        | 73              |
| США (Hot R&B/Hip-Hop Songs) (Billboard)        | 26              |
| США (Rhythmic) (Billboard)                     | 33              |
| США (US Rolling Stone Top 100)                 | 65              |

## Сертифікації
| Регіон                                                      | Сертифікація | Продажі |
| ----------------------------------------------------------- | ------------ | ------- |
| США (RIAA)                                                  | Золотий      | 500 000 |
| продажі+прослуховування, що базуються лише на сертифікаціях |              |         |